# СКА МВО (хоккейный клуб)
СКА МВО – советский хоккейный клуб, участник 36-и чемпионатов СССР, из них 6 в высшем дивизионе.

## Названия
- 1949—1950 — МВО Москва[1][2]
- 1951—1952 — МВО Калинин[1]
- 1955—1956 — ДО Калинин[1]
- 1956—1957 — МВО Калинин[1] / Команда г. Калинина[3]
- 1957—1960 — СКВО Калинин[4][1] / Команда г. Калинина[3][2] / МВО Калинин[5]
- 1960—1971 — СКА Калинин[5][6][7][8][9][10]
- 1971—1974 — СКА МВО Калинин[8][11][12]
- 1974—1978 — СКА МВО Липецк[8][13][14]
- 1978—1983 — СКА МВО Москва[13][15]
- 1983—1991 — СКА МВО Калинин/Тверь[15][16][17]

Также в некоторых источниках команда называлась «Звезда».

## История

### 1940—1950-е годы
В 1949 году было принято решение о расширении второй группы чемпионата СССР до 24 участников. Среди приглашённых команд была и команда Московского военного округа. Без потерь пройдя зональные соревнования, армейцы вышли в финал соревнований. Матчи проходили на стадионе МВО, но хозяева смогли занять только третье место.
Следующие крупные соревнования прошли с участием команды, уже перебравшейся в Калинин, в сезоне 51/52. В чемпионате РСФСР армейцы уступили первое место в зоне горьковскому «Торпедо» (у которого дважды выиграли 2 года назад), и не попали в финал. В Кубке РСФСР, дойдя до полуфинала (на этот раз обыграв горьковчан), проиграли будущему победителю. Из Кубка СССР команда выбыла уже в 1/8 финала.
Следующие три сезона команда играла только в местных соревнованиях, а в сезоне 55/56 снова приняла участие в чемпионате РСФСР, и снова основным соперником стала команда из Горького, на этот раз «Динамо». Сыграв между собой вничью в зональных играх, проводившихся в Калинине, команды поделили первое место, а дополнительном матче выиграли армейцы, и получили право играть в классе «Б» чемпионата СССР (финальный турнир в том сезоне не проводился). Успешным был и дебют в союзном первенстве следующего сезона. Уверенно выиграв зональный турнир, в финале, хоть и не без труда, команда заняла первое место, и вышла в высший дивизион. В феврале в Калинине был проведён первый международный матч — со счётом 4-0 был обыгран белградский «Партизан».
Первый сезон в классе «А» вышел не слишком удачным. В предсезонном турнире на приз газеты «Советский Спорт» команда вылетела сразу в 1/8 финала, в Кубке СССР выиграла один матч, но турнир так и не был завершён, в чемпионате на предварительном этапе в своей подгруппе выиграла только один матч из шести, и заняла последнее место. Ввиду разделения класса «А» будущего сезона на 2 группы, для того чтобы остаться в высшем дивизионе, необходимо было войти в десятку лучших команд. Но в турнире за 9-16 места команда заняла только 13-е место. Под конец сезона армейцы провели матч со второй сборной Чехословакии и победили со счётом 8-3.
Следующий сезон начался с уже традиционного турнира на приз газеты «Советский Спорт». На этот раз армейцы дошли до полуфинала, где сыграли с ЦСК МО вничью, да ещё со счётом 8-8. Правда сумели забить при этом только одну шайбу, остальное было предматчевым гандикапом. Для возвращения в лигу сильнейших необходимо было занять первое или второе место из семи в турнире второй группы класса «А», что армейцы и сделали, выиграв турнир. По окончании сезона оказалось, что эти усилия оказались напрасными — в следующем сезоне класс «А» снова был объединён, и туда перешли все участники второй группы. Заняв четвёртое место в своей подгруппе, армейцы начали этап плей-офф с 1/8, где уступили «Локомотиву», а затем, проиграв ещё 3 матча из 4, заняли итоговое 12-е место.

В феврале прошёл 1-й чемпионат Вооружённых сил, но состоялся он без игроков команд мастеров. Несмотря на техническое поражение в одном из матчей (как раз за участие игроков СКВО и ЦСК МО) команда Московского ВО заняла первое место.

### 1960-е годы
В следующие три сезона СКА закрепил за собой позицию крепкого середняка — 11-е и дважды 10-е место среди 19-20 команд класса «А». Причём 10-е место в сезоне 62/63 позволило команде остаться в лиге сильнейших — класс «А» был снова разделён 2 группы. Этому немало способствовала победа под конец предварительного этапа над ЦСКА — 7-5.
Сезон 63/64 начавшись для СКА неудачно — 6 поражений подряд в первых матчах, закончился полным крахом команды. 10 ноября, в игре в Челябинске с местным «Трактором», незадолго до конца матча, капитан СКА Седов начал драку, в которой, при попустительстве судей, приняли участие остальные игроки армейцев. На следующий день гости решили «отметить» перенос второго матча из-за оттепели, устроив драку в гостинице «Южный Урал». Федерация хоккея СССР уволила главного тренера и начальника команды Виктора Шувалова, дисквалифицировала и лишила звания мастера спорта пятерых игроков. 4 декабря команда сыграл свой последний матч в высшем дивизионе с ЦСКА. В этот же день состоялось заседание Президиума федерации хоккея СССР, где было решено снять команду с розыгрыша первенства страны. Через три дня Президиум Центрального совета Союза спортивных обществ и организаций СССР утвердил это решение. Со следующего сезона СКА стал выступать во второй группе чемпионата СССР.
Поначалу СКА не затерялся среди команд первого эшелона — в первых двух сезонах он занимал 2 и 3 место в своей зоне, с отрывом от перешедших в первую группу победителей всего на 4 очка. Но в сезоне 66/67 произошло разделение второй группы на два дивизиона, и среди 12 оставшихся команд армейцы заняли последнее место, перейдя в третью группу. Замена главного тренера не помогла команде — сначала она заняло шестое место в группе, а затем, при разделении группы на зоны, второе и пятое места в своей зоне.
С переменных успехом играла команда в Кубке СССР (его вновь разыграли в 61 году, а с 66 года стали проводить каждый сезон). В сезоне 60/61 был достигнут наивысший успех — СКА дошёл до полуфинала, где уступил серебряному призёру чемпионата. Через пять лет команда вылетела в 1/8, а на следующий год, несмотря на провал в чемпионате, снова пробилась в полуфинал, проиграв в нём ЦСКА в дополнительное время. Следующие два розыгрыша не принесли успеха — вылет в 1/16 и 1/32 финала. Принял клуб участие и в Кубке РСФСР сезона 69/70, дойдя до 1/4 финала.
С 1960 по 1966 год СКА регулярно участвовал в турнире на приз «Советского Спорта», но доходил максимум до 1/4.
Также команда принимала участие в чемпионатах Вооружённых сил. В турнире, где играли в основном игроки второго и молодёжного составов, наивысшим достижением МВО было второе место.

### 1970-е годы
Следующий сезон команды начала под руководством нового тренера — Олега Зайцева. Несмотря на неудачные предсезонные матчи, и частые «домашние» игры в других городах (из-за отсутствия в Калинине искусственного льда), СКА с приличным отрывом занял в своей зоне первое место, и вернулся в первую группу класса «А». Успех ждал команду и в дальнейшем. Во второй раз команды второй группы разыгрывали звание чемпиона РСФСР. В этом сезоне это право получил СКА. В четырёх матчах с новокузнецким «Металлургом» было одержано 2 победы и один матч был сыгран вничью, армейцы стали чемпионами. В Кубке РСФСР, который разыгрывался среди участников второй группы, команда одержала победы в 1/16, 1/8 и 1/4 финала, а уже в октябре, перед стартом следующего сезона, прошла полуфинал и затем завоевала трофей. Ещё одним достижением команды стало второе место в чемпионате Вооружённых сил.
После возвращения в первую лигу команда постепенно прогрессировала, занимая 10-е, 7-е, 6-е, а после переезда в Липецк, наконец получив в своё распоряжение современную ледовую арену, 4-е место. Но в сезоне 75/76 СКА остановилась в шаге от вылета, а следующем поднялась только на одну ступень вверх. Замена тренера привела в следующем сезоне к последнему месту, и только расширение лиги спасло команду от вылета. Наконец в сезоне 78/79 (опять с новым тренером и уже играя в Москве), команда пришлось играть в переходном турнире за право остаться в первой лиге, чего она не смогла добиться. Вернувшийся к руководству командой Олег Зайцев во второй раз смог вернуть команду обратно, выиграв зональные соревнования во второй лиге, всего на одно очко опередив вторую команду.
В Кубке СССР СКА играл 5 раз, но не смог пройти дальше 1/8 финала. Трижды команды сыграла в турнире на приз «Советского Спорта», но всё время оказывалась среди аутсайдеров.
Более удачно армейцы играли в чемпионатах Вооружённых сил. В 1973 и 1974 годах команда выигрывал турнир, а 1976 и 1980 занимала третье место.

### 1980-е годы
Вернувшись в первую лигу, команда не смогла в ней удержаться — она заняла предпоследнее место на первом этапе, а после дополнительных матчей с командами второй лиги осталась на том же месте. Три года СКА занимал места в середине турнирной таблице западной зоны. В конце февраля 1983 года команда вернулась в Калинин, обретя постоянное место для домашних матчей (находясь в Москве, команда не имела своего стадиона, и играла в основном в Электростали). Наконец в сезоне 84/85 армейцы смогли выиграть зональный турнир, и, заняв в финальном турнире второе место, вернулись в первую лигу, где больше не поднимались в своей зоне выше пятого места.
Более удачно СКА играл в чемпионатах Вооружённых сил — 2 победы в турнире (сезоны 85/86 и 88/89).

### 1990-е годы
В последнем чемпионате СССР СКА, как и в прошлом сезоне занял последнее место в своей зоне. Но на этот раз команда заняла последнее место и на втором этапе, и снова перешла во вторую лигу. По окончании сезона СКА МВО официально прекратил существование как отдельная команда, был переименован в ЦСКА-2, и, проведя начало следующего сезона в Твери, после ввода в строй новой хоккейной арены переведён в Москву (тиражируемая в интернете и печатных изданиях информация о преемственности между СКА и другими командами Твери не соответствует действительности).
Через пять лет, вследствие конфликта Министерства обороны и Виктора Тихонова, на основе этой команды будет сформирован новый ЦСКА — правопреемник главного армейского клуба.

## Достижения
- Чемпионат СССР по хоккею с шайбой – 10-е место (1961/1962, 1962/1963)
- Кубок СССР по хоккею с шайбой – 1/2 финала (1960/1961, 1966/1967)
- Чемпионат РСФСР по хоккею с шайбой – чемпион (1970/1971)
- Кубок РСФСР по хоккею с шайбой – обладатель (1971)
- Чемпионат Вооружённых сил СССР по хоккею с шайбой – чемпион (1973, 1974, 1985, 1988)
- Турнир «Шайба Жигулей» – победитель (1968)

## Тренеры
- Виктор Леонов (1949-1952)
- Виктор Шувалов (1957-1963)
- Андрей Чаплинский (1963-1967)
- Юрий Пантюхов (1967-1970)
- Олег Зайцев (1970-1977)
- Евгений Мишаков (1977-1978)
- Владимир Брежнев (1978-1979)
- Олег Зайцев (1979-1988)
- Александр Волчков (1988-1991)

## Известные хоккеисты
За команду играли («проходили службу») большое количество хоккеистов, ставшими по окончании службы игроками ведущих команд чемпионата СССР – Владимир Испольнов, Валерий Фоменков, Александр Куликов, Виктор Пачкалин, Сергей Тыжных, Фёдор Канарейкин, Сергей Скосырев, Вячеслав Лавров и многие другие. Также в СКА играли хоккеисты, не проходившие в состав главного армейского клуба – ЦСКА.

Всего за команду играли 26 хоккеистов, участвовавших в чемпионатах мира и олимпиадах в составе сборной СССР:
- Юрий Копылов – 1949-1950
- Владимир Брежнев – 1955-1957, 1958-1959
- Юрий Парамошкин – 1956-1959
- Виктор Шувалов – 1957-1958
- Олег Зайцев – 1958-1962
- Евгений Мишаков – 1962-1963
- Генрих Сидоренков – 1964-1966
- Николай Сологубов – 1964-1965
- Игорь Деконский – 1964-1970
- Леонид Волков – 1965-1967
- Эдуард Иванов – 1967-1970
- Юрий Тюрин – 1970-1972
- Александр Бодунов – 1970-1971
- Юрий Лебедев – 1970-1971
- Виктор Полупанов – 1973-1974
- Евгений Зимин – 1974-1976
- Евгений Паладьев – 1975-1976
- Юрий Блинов – 1975-1976
- Михаил Варнаков – 1977-1978
- Александр Гусев – 1977-1978
- Борис Александров – 1978-1979
- Андрей Хомутов – 1979-1980
- Дмитрий Миронов – 1984-1987
- Дмитрий Квартальнов – 1985-1986
- Александр Черных – 1985-1987
- Валерий Зелепукин – 1987-1988